# Computerspielemuseum Berlin
Das Computerspielemuseum wurde als weltweit erstes Museum für interaktive digitale Unterhaltungskultur 1997 in Berlin eröffnet. Seitdem war es für über 30 nationale und internationale Ausstellungen verantwortlich, darunter das von der Kulturstiftung des Bundes geförderte Projekt „pong.mythos“. Seit dem 21. Januar 2011 ist das Museum mit einer permanenten Ausstellung im ehemaligen Café Warschau in der Karl-Marx-Allee präsent.

## Allgemeines

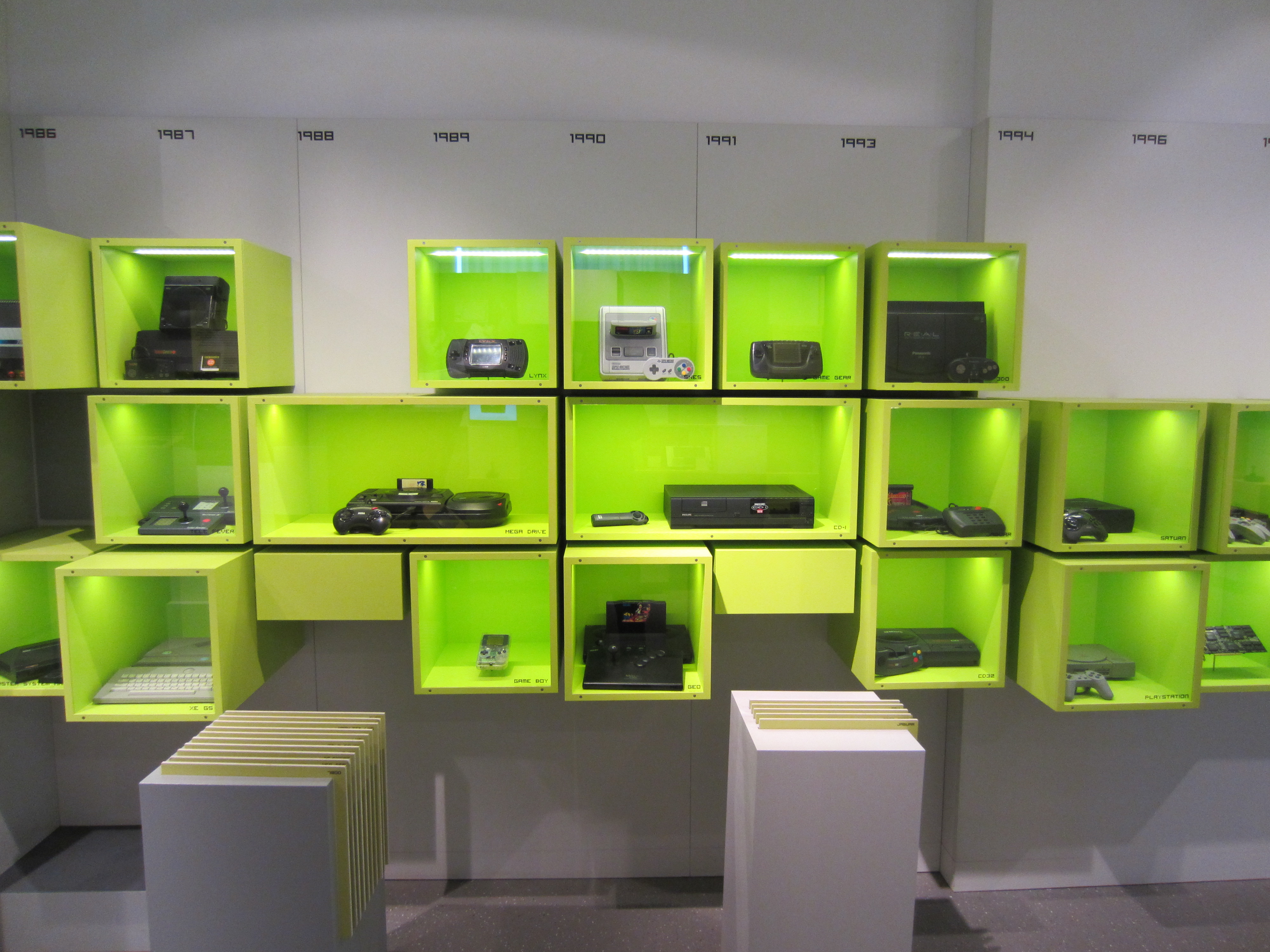
Wall of Hardware

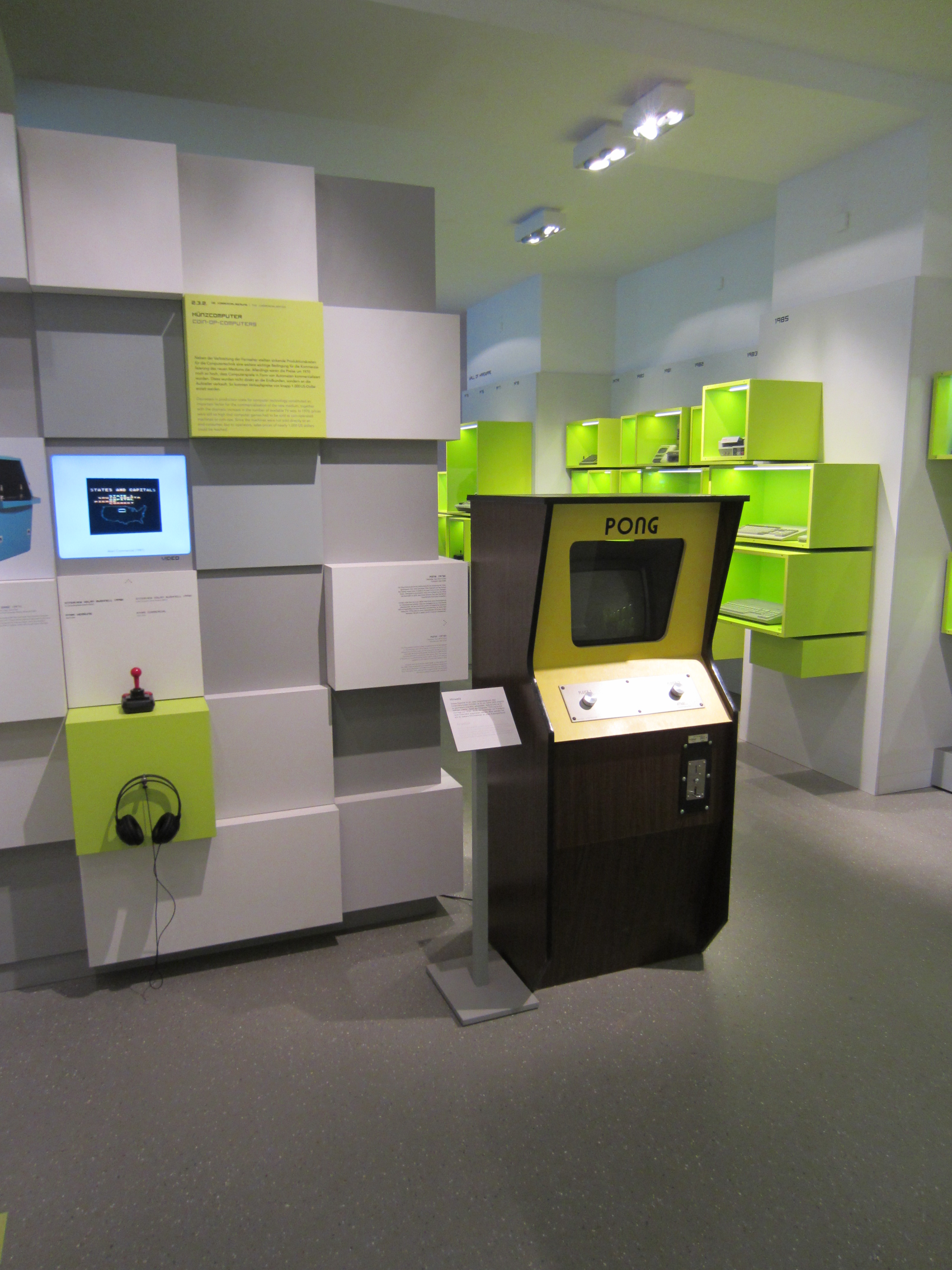
Pong Automat

Das Computerspielemuseum eröffnete 1997 in Berlin die weltweit erste ständige Ausstellung zur digitalen interaktiven Unterhaltungskultur. Seitdem war es für über 30 nationale und internationale Ausstellungen verantwortlich, darunter das ab 2006 von der Kulturstiftung des Bundes geförderte Projekt „pong.mythos“, eine Wanderausstellung mit künstlerischen Werken zum Spiel Pong. Mit dem Konzept „Computerspiele. Evolution eines Mediums“ von Andreas Lange und K.-Peter Gerstenberger aus dem Jahr 2009 wurde es möglich, private und öffentliche Förderer für die Einrichtung einer neuen Dauerausstellung zu gewinnen, die am 21. Januar 2011 in Berlin eröffnete. Der Aufbau der neuen Dauerausstellung wurde von der Stiftung Deutsche Klassenlotterie Berlin, aus dem Kulturinvestitionsprogramm der Berliner Kulturverwaltung (EFRE-Mittel) sowie aus privaten Mitteln finanziert. Das Museum verfügt (Stand: 2018) über ca. 30.000 originale Datenträger mit Computerspielen und Anwendungen, ca. 12.000 Fachmagazine, 120 verschiedene historische Heimcomputer und Konsolensysteme und eine umfangreiche Sammlung von weiteren Dokumenten, wie z. B. Videos, Poster und Handbücher. Hinzu kommen Arcade-Automaten, Medienkunstobjekte und Merchandising-Artikel. Es besitzt somit eine der größten Sammlungen von Entertainmentsoft- und -hardware in Europa.
Die Sammlung des Computerspielemuseums ist Eigentum des Fördervereins für Jugend und Sozialarbeit e. V., das neue Museum selbst wird von der Gameshouse gGmbH betrieben (Geschäftsführer: Klaus Spieler und Wolf-Dieter Tuchel).
Das Computerspielemuseum ist Mitglied im International Council of Museums (ICOM), im Deutschen Museumsbund sowie assoziierter Partner von nestor e.V, einem deutschen Netzwerk zur Langzeitarchivierung und Langzeitverfügbarkeit digitaler Ressourcen.

## Sonderausstellungen (Auswahl)
Neben der dauerhaften Ausstellung, die sich auf den spielenden Menschen in der digitalen Welt konzentriert, werden Sonderausstellungen gezeigt, die Facetten des Themas ‚Games‘ sowie die künstlerische Auseinandersetzung mit dem Medium vielfältig aufgreifen.
- Motorcycle – Spieleklassiker wie Excitebike für das NES, Action-Biker für den C64, Vollgas – Full Throttle für den PC oder Motocross Manics für den Game Boy sowie mehr als 15 weitere Titel, 2013.
- Modell-Welten – Gemälde von Matthias Zimmermann, 2013
- Cosplay – Fotos von Jörg Pitschmann, 2012
- Thibault Brunet: Vice City, 2012
- Tennis for Two – Das Spiel mit der Physik, 2012
- Street Fighter II – eine künstlerische Annäherung von Stefan Schwarzer, 2011
- Orochi und der weiße Wolf – Asian Classics, 2015
- Endless Summer – Here comes the sun, 2015
- Spiele aus tausendundeiner Nacht – Daddeln mit Datteln, 2016
- 20 Meilensteine aus Deutschland, September 2017 bis Februar 2018
- Monsters Attack Planet Earth, Februar bis September 2018
- Tell me more! Tell me more! Literatur und Computerspiele, September 2018 bis Januar 2019
- Die digitale Küche – Mit Essen spielt man (nicht), bis Mai 2022

## Projekte
Das Museum ist Kooperationspartner des EU-Forschungsprojektes PLANETS (Preservation and Long-term Access through Networked Services). Außerdem ist es Mitträger des Keeping-Emulation-Environments-Portable-EU-Forschungsprojekts.

## Auszeichnungen
Das Museum ist Träger des Deutschen Kinderkulturpreises 2002. 2017 gewann es in der Kategorie „Sonderpreis der Jury“ den Deutschen Computerspielpreis.